# 허정훈
허정훈(許正勳, 1934년 8월 30일 ~ )은 서울지방법원 예하 말단 판사 직책을 거쳐 대한민국의 제7대 사법연수원장과 제1대 경찰위원회 위원장 등을 역임한 법조인(변호사)이다.

## 생애
1934년 경상남도 밀양에서 출생하여 지난날 한때 경상남도 김해에서 잠시 유아기를 보낸 적이 있는 그는 동아대학교 법학과를 나온 후 1957년 제9회 고등고시 사법과에 합격해 서울지방법원 판사에 임명되었다. 
서울형사지방법원 부장판사, 인천지방법원장, 중앙선거관리위원회 위원 등을 역임하다 경찰위원회 초대 위원장에 취임하면서 "앞으로 경찰이 국민의 경찰로 거듭나도록 일익을 담당할 것"이라고 말했다.

## 주요 판결
- 서울형사지방법원 합의6부 재판장으로 재직하던 1975년 12월 13일에 전 신민당 대통령 후보 김대중에게 "대한민국 제7대 국회의원 선거와 대한민국 제8대 국회의원 선거, 대한민국 제6대 대통령 선거와 대한민국 제7대 대통령 선거에서 허위사실을 유포하거나 사전 선거운동을 했다는 공소사실은 충분히 인정할 수 있다"며 국회의원 및 대통령선거법 위반죄를 적용해 금고 1년을 선고하면서 통일당 당수 양일동에게 선고유예 판결하면서 김대중, 양일동에 대한 일부 공소사실에서 벌금 5만원의 선고해야 하나 "그간의 정상을 참작했다"며 선고 유예하고 양일동의 반공법위반에 대해서는 증거 불충분으로 무죄판결했다.[2] 1977년 6월 24일 재일동포 투자기업체 임원이라는 신분으로 국내에 잠입해 간첩활동을 벌인 강우규에게 국가보안법을 적용하여 사형을 선고하면서 그밖의 8명에게 무기징역에서 징역 3년 자격정지 3년까지, 2명에게 징역1년6월 자격정지1년6월 집행유예3년을 선고했다.[3] 10월 21일에 1심에서 강도살인죄를 적용해 사형 선고를 받은 피고인에 대해 고문에 의한 자백이라는 이유로 무죄를 선고했다.[4]10월 29일에  김정사에게 "반국가단체인 재일한국청년동맹인 재일한국민주회복통일촉진국민회의(한민통) 지령을 받아 모국 유학생으로 위장해 입국하여 간첩행위를 했다"며 반공법, 국가보안법, 간첩죄를 적용하여 무기징역을 선고했다.[5]

- 1977년 10월 12일 연세대 채플 후 ‘유신헌법 철폐, 긴급조치 해제하라!’ 유인물을 배포하고 구호를 외친 경영학과 2학년 노영민이 기소되자 당시 시국 사건 전담하던 서울형사지방법원 합의 13부의 판사로서 5년형 선고했다. 노영민의 나이 19세였다. 허정훈 판사는 정권의 입맛에 맞는 진행과 판결을 속전속결로 처리했다.

- 서울형사지방법원 항소1부 재판장으로 재직하던 1981년 11월 4일에 교내 시위인 민주화 대행진을 주동하고 서울역까지의 가두시위, 서울대 구내 아크로폴리스 광장 연좌 시위, 서울역 광장 집회를 주동한 서울대생 8명에 대해 계엄법, 반공법 위반으로 항소를 기각하고 징역3년 자격정지3년에서 징역1년6월 집행유예3년을 각각 선고했다.[7]  1983년 1월 8일에 고려대생 5명에게 집시법을 적용해 징역2년을 선고한 원심을 깨고 징역1년6월을 선고하고 1심에서 징역1년6월이 선고된 피고인 2명에게 각각 징역1년을 선고했다. 나머지 피고인 2명에 대해서는 항소를 기각해 징역1년을 선고했다.[8]
- 서울형사지방법원 합의11부 재판장으로 재직하던 1982년 1월 22일에 학림 사건의 이태복 광민출판사 대표 등 26명에 대한 국가보안법 위반 사건에서 이태복이게 무기징역을 선고하는 등 최하 징역1년을 선고했다.[9]